# Videm, Dobrepolje
Videm este o localitate din comuna Dobrepolje, Slovenia, cu o populație de 453 de locuitori.